# Pilocarpus peruvianus
Pilocarpus peruvianus là một loài thực vật có hoa trong họ Cửu lý hương. Loài này được (J.F. Macbr.) Kaastra miêu tả khoa học đầu tiên năm 1978.